# Franziska Barmettler
Franziska Barmettler (* 4. August 1982) ist eine Schweizer Politikerin (GLP). Von 2019 bis 2024 war sie Mitglied des Zürcher Kantonsrats.

## Leben
Franziska Barmettler wuchs als Älteste von vier Geschwistern im Luzerner Hinterland auf und besuchte die Kantonsschule in Willisau. Von 2002 bis 2007 studierte sie an der Universität Bern Wirtschafts- und Politikwissenschaft. Ein Auslandsemester verbrachte sie in den USA an der Purdue University; für ihre Masterarbeit kam sie schliesslich nach Zürich. Beruflich war sie unter anderem als Mitgründerin und Leiterin Politik für den Wirtschaftsverband Swisscleantech tätig, später für den Migros-Genossenschafts-Bund als stellvertretende Leiterin des Förderfonds Engagement Migros. Von 2019 bis 2024 war sie Leiterin Nachhaltigkeit von IKEA Schweiz. Seit November 2024 ist sie CEO der Standortinitiative Digitalswitzerland.
In ihrer Freizeit betreibt Franziska Barmettler seit ihrer Kindheit Leichtathletik. Von 1999 bis 2002 war sie als Sprinterin Mitglied des Schweizer Nationalteams; heute läuft sie oft und gern durch die Stadt Zürich. Sie lebt in Zürich-Wiedikon.

## Politik
Von 2017 bis 2023 war Franziska Barmettler Vorstandsmitglied der politischen Bewegung Operation Libero. Von 2019 bis 2024 vertrat sie die GLP der Kreise 1 (Altstadt) und 2 der Stadt Zürich im Zürcher Kantonsrat. Sie war Mitglied der Kommission für Energie, Verkehr und Umwelt. Per 31. Dezember 2024 trat sie als Kantonsrätin zurück.